# Ангела Ріхтер
Ангела Ріхтер (народилася 1970 року в Равенсбурзі) — німецько-хорватська театральна режисерка та авторка .

## Життєпис та діяльність
З 1996 по 2001 рік Ангела Ріхтер була членом гамбурзької мистецької групи Akademie Isotrop [Архівовано 20 червня 2021 у Wayback Machine.] з художниками Джонатаном Мізом, Абелем Ауером, Роберто Ортом, Геленою Хунеке, Біргіт Мегерле та Андре Буцером. У той же час Ріхтер навчалася режисури у Юргена Флімма у Гамбурзькій вищій школі музики і театру, який закінчила 2001 року Її творчість охоплює аспекти образотворчого мистецтва, театру та перформансу — була описана в німецькомовній пресі як gonzo-theater, з посиланням на роботу Гантера Томпсона.
У 2006 році вона заснувала театр Fleetstreet у Гамбурзі, яким керувала до 2010 року. З 2013 по 2016 рік була одним із чотирьох режисерів Кельнського національного театру Schauspiel Köln. У 2009 році вона отримала театральну премію імені Рольфа Мареса за постановку «Осінь Есра» на основі судової справи, яка призвела до заборони роману автора Максима Біллера «Есра».
Постановка Ангели Ріхтер «Антігона», перша п'єса Славоя Жижека, відбулася у вересні 2019 року в Хорватському національному театрі в Загребі.

## Робота над Інтернет-активізмом
Ангела Ріхтер часто співпрацює з інтернет-активістами, такими як Едвард Сноуден і засновником WikiLeaks Джуліан Ассанж та пише про них. У 2012 році її п'єса «Вбивця Ассанжа» була показана в Гамбурзі, а потім у Берліні, Кельні та Відні. Відтоді Ріхтер регулярно відвідувала Ассанжа в Лондоні і брала участь у багатьох дискусіях на тему його ув'язнення, а також публікувала статті та інтерв'ю для різних видань, зокрема Der Spiegel, Monopol та Interview.
У 2015 році Ангела Ріхтер започаткувала і керувала інтерактивним мультимедійним проєктом Supernerds, який займався цифровим масовим спостереженням, розкриттям інформації та цифровими дисидентами. «Супернердс» був спільним продюсером національного теле- і радіоканалу WDR, Schauspiel Köln та продюсерів братів Beetz, і включав компонент онлайн-ігор. Прем'єра п'єси відбулася одночасно на німецькому телебаченні, радіо, в Інтернеті та наживо в театрі в Кельні. Глядачі кожного шоу стали частиною історії, піддавшись прикладам злому та стеження на своїх смартфонах і ноутбуках. Стаття була заснована на інтерв'ю, які Ріхтер провела з викривачами, адвокатами з прав людини, хакерами та інтернет-активістами, такими як Джуліан Ассанж, Деніел Еллсберг (документи Пентагону), інформатори АНБ Білл Бінні, Томас Дрейк та Джесслін Радак. У рамках проєкту, а також згодом Ріхтер відвідала Едварда Сноудена в Москві.
З 2015 по 2017 рік Ріхтер вела нерегулярну серію розмов з інтернет-активістами в берлінському Фольксбюне протягом останніх двох сезонів Франка Касторфа на посаді художнього керівника.
Ріхтер є членом Консультативної групи DiEM25.

## Публікації
Підбірку інтерв'ю Ангели Ріхтер з інтернет-активістами опубліковано в книзі «Супернерди — розмови з героями» Alexander Verlag Berlin німецькою та англійською мовами. У 2018 році разом із Сарою Гаррісон та Ренатою Авіла була співавтором Women, Whistleblowing, Wikileaks. Вона регулярно пише для німецької газети Der Freitag .

## Особисте життя
Ріхтер живе між Берліном і Дубровником з німецьким актором Мальте Зундерманном, їхніми двома дітьми та її сином від шлюбу з художником Даніелем Ріхтером. Ріхтер має хорватське походження.

## Постановки (вибрані)
- 1999 Revolution Evolution Exekution з Akademie Isotrop у Kunstverein Bremen
- 2000 Bericht für meine Akademie за мотивами Der grüne Kakadu Артура Шніцлера в рамках фестивалю Die Wüste Lebt у Hamburger Kammerspielen
- 2001 Versaut на основі Truismes Марі Даррієссек у Kampnagel у Гамбурзі, травень 2001
- 2001 Alles wird in Flammen stehen за текстами Дірка фон Лотцова в рамках Autorenfestival Dramatik 01 у Schauspiel Hannover
- 2003 L'Amérique в Deutsches Schauspielhauses Hamburg з Лесом Робесп'єром і Меліссою Логан
- 2003 Лір — Ungehorsam, unfreiwillig за Вільямом Шекспіром у Sophiensäle[de] Berlin
- 2004 Jetlag #1 як частина X-Wohnungen, на Raumprojekt Hebbel am Ufer
- 2005 Чарівний південь Вольфганга Бауера в Кампнагелі в Гамбурзі
- 2006 Ich gegen mich на Fleetstreet Hamburg
- 2006 Verschwör dich gegen dich за мотивами Джона Кассавета в Sophiensäle[de] Berlin і Deichtorhallen в Гамбурзі
- 2006 На вершині самотньо в рамках події Der Berg у Палаці Республіки, Берлін
- 2006 Kennen Sie diesen Mann на Fleetstreet Hamburg
- 2007 Der Kirschgarten Антона Чехова в Кампнагелі в Гамбурзі
- 2008 Джефф Кунс, Райнальд Гетц, Hebbel am Ufer Berlin
- 2008 X-Wohnungen у Hebbel am Ufer Berlin
- 2009 Der Fall Esra, заснований на забороненому романі Есра[de] Максима Біллера в Кампнагелі в Гамбурзі
- 2009 X-Wohnungen для Theatre der Welt
- 2010 Vive la Crise у театрі Garage X Theater Petersplatz[de] у Відні
- 2010 Tod in Theben, Джон Фоссе на Salzburger Festspielen
- 2010 Лібе Дейнен Унтерганг у Театрі Оберхаузена
- 2011 Berghain Boogie Woogie у Hebbel am Ufer Berlin
- 2011 Leiwand Empire в Garage X Theater Petersplatz[de]
- 2012 Вбивство Ассанжа в Кампнагелі, Гамбург
- 2013 Кіппенбергер ! Ein Exzess des Moments в Schauspiel Köln
- 2013 Вбивство Ассанжа — Перезавантаження в Шаушпіль Кельн
- 2014 Розум і краса. Eine Suche nach dem Gesicht der Zukunft at Schauspiel Köln
- 2015 Супернерди в Шаушпіль Кельн
- 2016 Шовковий шлях, Ein Ausflug auf die tote Seitenstraße des Darknet at Schauspiel Köln
- 2019 Антигона Славоя Жижека в Хорватському національному театрі в Загребі

## Публікації
- Анжела Ріхтер, «Legenden: Lunch mit dem Staatsfeind», в Der Spiegel, H. 28 2011, S. 104—106.
- Анжела Ріхтер, «Sind Nerds die neue Avantgarde?», у Monopol – Magazin für Kunst und Leben[de], лютий 2014 р., S. 70–73.
- Анжела Ріхтер, «Усередині Джуліана Ассанжа», Інтерв'ю Німеччині, H. 5 2014, S. 91–97.
- Анжела Ріхтер, «Інтерв'ю з Джозефом Фаррелом», в REVUE — Журнал для наступного суспільства, H. 15 2014, S. 42–49.
- Ріхтер, Анжела (2015). Супернерди - Розмови з героями . Alexander Verlag Berlin[de] .ISBN 978-3-89581-389-4
- Авіла, Рената; Гаррісон, Сара; Ріхтер, Анжела (2017). Жінки, викривачі, WikiLeaks: розмова . АБО Книги .ISBN 978-1-68219-117-0